# Edmond Halley
Pour les articles homonymes, voir Halley.
Edmond Halley (latinisé en Edmundus Halleius), né le 29 octobre 1656 J (8 novembre 1656 G) à Haggerston (en) dans le borough de Hackney à Londres et mort le 14 janvier 1742 J (25 janvier 1742 G) à Greenwich, est un astronome et ingénieur britannique.
Ingénieur et scientifique pluridisciplinaire, il est surtout connu pour avoir été le premier à avoir déterminé la périodicité de la comète de 1682, qu'il fixa par calcul à 76 ans environ. Lors du retour de cette comète en 1758, elle fut baptisée de son nom. C'est l'une des rares comètes qui portent un autre nom que celui de son découvreur.

## Biographie

### Enfance
La date de sa naissance est incertaine : Edmond Halley croyait pour sa part qu'il s'agissait du 8 novembre 1656. Il naquit dans le village de Hackney, petit village des environs de Londres, aujourd'hui absorbé par la capitale. De sa mère nous ne connaissons que le nom, Anne Halley, née Robinson. Son père se prénommait également Edmond, c'était un riche savonnier et marchand de sels qui avait bâti sa fortune sur les récentes horreurs de la peste bubonique, qui avait donné aux Londoniens le goût de l'hygiène corporelle. Cet homme n'eut jamais peur de consacrer tout l'argent nécessaire à l'éducation de son fils, qui se révéla très tôt un garçon curieux et plein d'intérêt pour la science.
De son enfance, on ne sait que peu de choses, hormis ce qu'Edmond Halley lui-même a bien voulu confesser : « Dès mes plus tendres années, je me suis adonné à l'étude de l'astronomie », écrit-il dans ses mémoires. « [Elle m'apportait] un plaisir si grand qu'il est impossible de l'expliquer à qui n'a pas fait cette expérience. »
Sans en avoir aucune preuve directe, il est toutefois probable qu'Edmond Halley, à peine âgé de 10 ans, fut amené à s'intéresser à l'astronomie – et plus particulièrement aux comètes – à la suite de l'apparition spectaculaire dans le ciel londonien des deux grandes comètes de 1664 et 1665, que la croyance populaire rendit responsables, pour la première, de la grande peste de Londres, et pour la seconde, du grand incendie qui ravagea la capitale.
Quelques années plus tard, Edmond Halley, toujours grâce aux largesses et à l'encouragement de son père, entra à l'école Saint-Paul, une des meilleures de toute l'Angleterre, où le jeune homme se fit remarquer par ses brillantes aptitudes. En 1672, il entra au Queen's College d'Oxford — où il se fera remarquer de la même façon —, mais où il a le malheur d'apprendre la mort de sa mère quelques mois plus tard, le 24 octobre 1672, peu avant son seizième anniversaire.
Le 10 mars 1675, Edmond Halley eut la hardiesse d'écrire à l'Astronomer Royal d'Angleterre, John Flamsteed, pour lui signaler des erreurs dans les tables officielles des positions de Jupiter et de Saturne. Impressionné par les capacités et surtout l'enthousiasme du jeune homme – dont les calculs se sont révélés justes, mais qui a su dans sa lettre montrer tout à la fois le respect dû à ses aînés et l'enthousiasme de sa jeunesse —, John Flamsteed l'aidera, l'année suivante, à publier, à l'âge de dix-neuf ans, son premier article scientifique dans les Philosophical Transactions, revue de la Royal Society de Londres.

### Astronome, scientifique, ingénieur
Fort de la reconnaissance ainsi obtenue par la communauté scientifique, Edmond Halley décide de quitter Oxford sans passer son diplôme, et cela pour s'embarquer pour l'île Sainte-Hélène, afin d'y dresser la première carte du ciel austral. Il est soutenu dans cette expédition par la Royal Society, qui a réussi également à obtenir le soutien du roi Charles II. Son départ a lieu pour ses vingt-et-un ans, en novembre 1676. Il y restera dix-huit mois et construira un observatoire (muni d'un télescope de 7,3 mètres de long) situé dans le district de Longwood.
De ces longs mois d’observation, Edmond Halley non seulement rapportera en Angleterre la carte la plus précise qui ait jamais été tracée du ciel austral, mais aussi plusieurs observations riches d'enseignements, dont l'influence de la latitude sur la période des horloges à balancier (due à une différence infime de force centrifuge au niveau de l'équateur), et un recensement de nébuleuses encore jamais observées par les Européens. Après l'observation d'un transit de Mercure devant le Soleil, il publia un exposé sur la méthode à utiliser pour déterminer la distance Terre-Soleil lors d'un transit de Vénus, sans hélas avoir l'occasion d'y procéder de son vivant.

### Marin et océanologue

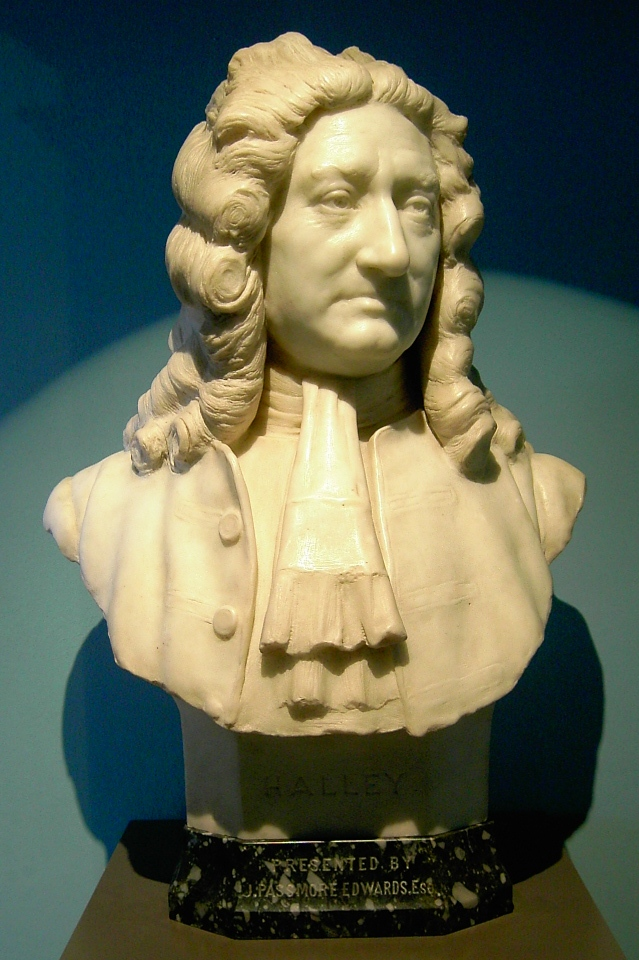
Buste d'Edmond Halley au musée de l'Observatoire royal de Greenwich.

Halley avait déjà connu les voyages au long cours : en 1676 il était allé sur l'île Sainte-Hélène étudier la cosmographie australe, et avait publié en 1679 son Catalogus stellarum australium.
En 1690, il réalisa une cloche de plongée, alimentée en air par des barils lestés, et réussit à se maintenir sous l'eau avec cinq autres compagnons, pendant plus d'une heure et demie.
« Grâce à ce moyen, j'ai laissé trois hommes pendant une heure trois quarts sous dix brasses d'eau, sans le moindre inconvénient pour eux, et dans une liberté d'agir aussi parfaite que s'ils avaient été à l'air libre. »
Il perfectionna sa cloche, qu'il voulait utiliser pour explorer les épaves, et arriva à prolonger la durée du séjour sous-marin jusqu'à quatre heures, mais la lourdeur et la taille du dispositif le rendaient peu pratique, et il lui manquait les techniques et les matériaux modernes permettant en particulier de comprimer fortement l'air.
En 1698, il obtint des souverains britanniques, Marie II et Guillaume III d'Orange, le commandement d'un pinque de 52 pieds de long, le Paramore, et la direction de ce qui fut très probablement la première mission océanographique. Le pinque (un solide bateau de plan hollandais, aux formes renflées) mit à la voile en novembre 1698, mais Halley dut interrompre son voyage, et revenir à terre sept mois plus tard : les officiers du bord refusaient d'obéir à un civil.
Halley, nanti par les souverains d'un brevet de « capitaine temporaire » de la Royal Navy, remit à la voile en septembre 1699. Il parcourut l'Océan du 50° Nord au 52° Sud, et réunit une moisson d'observations scientifiques, en particulier sur les variations du compas. Il parvint au Sud à la latitude des îles de Géorgie du Sud, qu'il reconnut mais sans en prendre possession : c'est James Cook qui s'en chargea en janvier 1775.
Marin hors pair, il étudia, lors de ses voyages à bord du Paramore, la circulation atmosphérique (et en particulier les alizés, qu'il attribua au réchauffement de l'air sous l'équateur), les courants océaniques, et établit une carte détaillée de la déclinaison magnétique, la première carte précise d'isogones. Il conçut également la première carte météorologique, ancêtre de celles qui sont présentées chaque soir à la télévision. Passionné de la mer, il étudia les mœurs de beaucoup de créatures aquatiques, dont la seiche et l'esturgeon. Il conçut même une méthode pour conserver vivants les carrelets, afin de les vendre en plein hiver.

### Génie universel
Au contact d'Isaac Newton, Halley se demanda si l'attraction d'une comète passant trop près de la Terre pourrait déplacer les océans jusqu'à inonder des régions continentales : par cette hypothèse, il fut également un des premiers à essayer d'expliquer rationnellement le Déluge biblique. Il fut également le premier à s'interroger sur les conséquences d'une collision d'une comète avec la Terre.
Il tenta de mesurer la taille de l'atome, mais sans succès. Esprit curieux de tout, il étudia également l'histoire romaine et les mécanismes d'horlogerie. De son propre aveu, Halley goûtait assez régulièrement à l'opium, mais sans tomber dans une dépendance physique ou psychique.

### Traducteur
Halley traduisit de l'arabe le septième livre de la Collection mathématique de Pappus d'Alexandrie et les deux livres du traité d'Apollonius de Perge Sur la section de rapport, que l'on croyait perdu. Sur la base du septième livre de Pappus, il proposa en outre une reconstitution du livre perdu d'Apollonius intitulé Sur la section d'aire.

## Edmond Halley et les comètes

### Les comètes à l'époque d'Edmond Halley

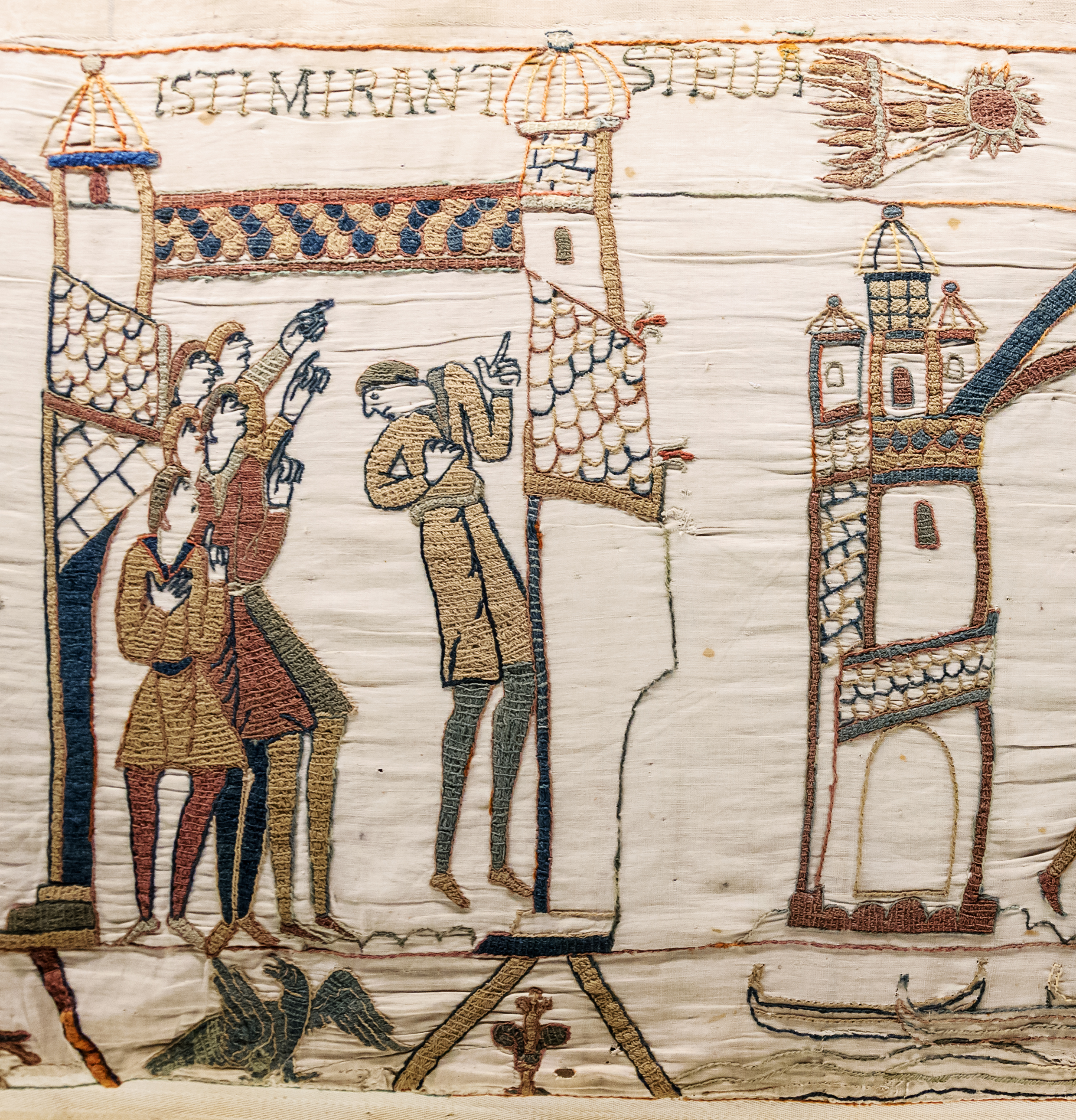
La comète sur la tapisserie de Bayeux.

L'idée que les comètes sont de nature identique à celle des planètes (c'est-à-dire un corps céleste en mouvement) et même qu'elles ont une orbite propre n'était pas inconnue des Anciens :

« Quelques philosophes italiques et quelques-uns de ceux qu'on appelle pythagoriciens assurent que la comète est une des planètes, laquelle n'apparaît qu'à un très long intervalle et dont l'ascension est fort petite. »

— Aristote, Météorologie, Livre I, chap. VI, § 3
Bien que cela ne soit pas clairement exprimé, cette opinion contient en germe l'idée du retour périodique des comètes, astres célestes par nature.
Aristote, pour sa part, voyait dans les comètes des phénomènes purement atmosphériques (« sublunaires »), parce que le ciel — constitué de la « sphère des étoiles fixes » — était déclaré comme « fixe et immuable » dans son système du monde. Cette conception aristotélicienne de l'Univers perdura plusieurs siècles, jusqu'à ce que Tycho Brahe la remette en question lors de l'observation de la supernova de 1572 : de toute évidence, contrairement à l'affirmation d'Aristote et de l'Église (alors aristotélicienne depuis Thomas d'Aquin), les cieux n'étaient pas immuables. Le coup fatal fut porté à cette conception du monde cinq ans plus tard, lors de l'apparition de la grande comète de 1577, qui demeura visible pendant de longs mois, permettant à Brahe d'échafauder avec ses collègues les hypothèses les plus diverses sur ces nouveaux corps célestes.
Toutefois, si l'Église se vit obligée de reconnaître la nature « planétaire » des comètes, leur raison d'être, elle, n'était pas remise en cause : les comètes étaient toujours considérées comme des signes divins, annonciateurs le plus souvent du courroux du Créateur. À ce titre, les comètes se devaient donc d'être des phénomènes imprévisibles, comme pouvait l'être tout message divin motivé en réponse à une quelconque action humaine.
À ce titre également, on considéra donc que, « par nature », l'orbite des comètes se devait d'être parabolique — hypothèse formulée par Johannes Hevelius dès le XVIIe siècle —, chaque comète n'effectuant qu'un seul et unique passage autour du Soleil. Cette théorie s'accommodait aux observations de l'époque : en effet, au voisinage du Système solaire interne (donc du point de vue d'un observateur terrestre), il est très difficile de différencier une ellipse très allongée de l'extrémité d'une parabole. Or la précision des instruments de l'époque était insuffisante pour pouvoir différencier deux orbites si proches. L'orbite parabolique des comètes était donc la norme lorsque le jeune Edmond Halley commença à observer le ciel…

### Le défi du savant

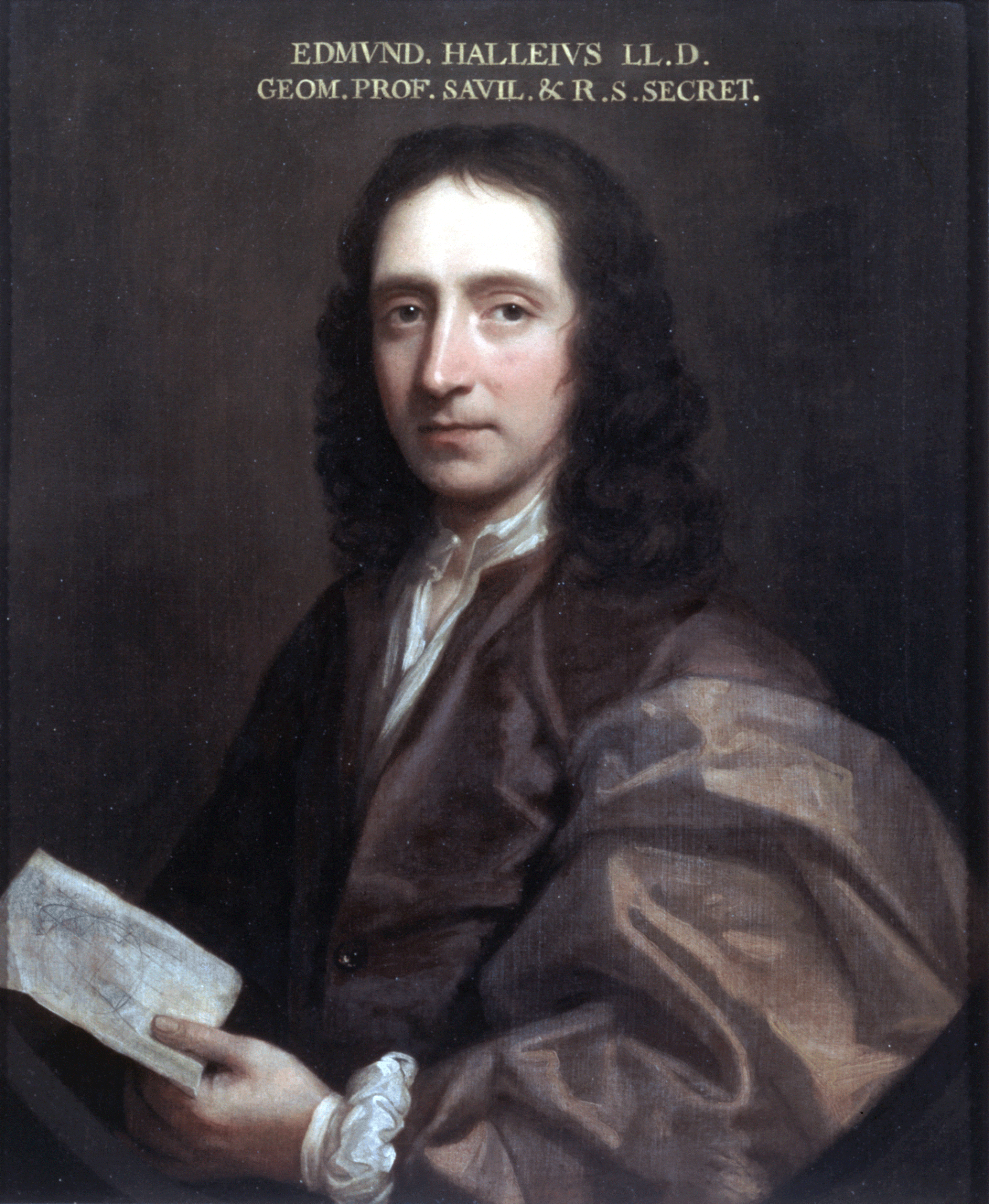
Portrait d'Edmond Halley peint par Thomas Murray en 1687.

La première observation « officielle » d'une comète par Halley est celle qu'il fit en 1680 — celle-là même qui inspira à Pierre Bayle ses Pensées sur la comète — sur un bateau qui traversait la Manche pour l'amener en France. C'est Jean-Dominique Cassini, découvreur de la division des anneaux de Saturne, qui l'accueillit chaleureusement à l'observatoire royal de Paris, et qui aiguillera le jeune homme sur l'hypothèse d'un retour périodique des comètes :

« Monsieur Cassini m'a fait la faveur de me confier ses relevés de la comète alors que je me préparais à quitter la ville ; en plus des observations qu'il effectua à la date du 18 mars (1681), il m'a soumis une théorie sur son mouvement, à savoir que la comète est celle-là même qui apparut à Tycho (Brahe) en l'an 1577, que sa révolution décrit un grand cercle dans lequel est comprise la Terre. »

— Alan H. Cook, Edmond Halley: Charting the Heavens and the Seas, Clarendon Press, 1998, p. 115
Cassini avait en effet remarqué que trois comètes venaient de la même partie du ciel avec des vitesses similaires : si la paternité de l'hypothèse d'un retour périodique des comètes revient à Cassini, c'est Halley qui prendra le sujet suffisamment à cœur pour tenter de la valider scientifiquement. Mais, bien que le sujet semble passionner le jeune homme, ce n'est que dix ans plus tard qu'il s'attellera à sa démonstration.
En 1682, il observe la comète peu spectaculaire qui devait plus tard porter son nom, mais n'en laisse que quelques notes dans son carnet d'observations. Sa rencontre avec Isaac Newton, en août 1684, semble ranimer l'ardeur scientifique de Halley, qui avait quelque peu sombré dans la routine après sa rencontre et son mariage avec Mary Tooke auprès de laquelle — tous les témoignages s'accordent sur ce point — il vivra une idylle sincère et passionnée pendant près de cinquante-cinq ans.
Il mentionnera maintes fois dans sa correspondance l'immense intérêt qu'il portait à ce sujet d'étude :

« L'opinion d’Aristote (…) à savoir que les comètes n'étaient rien d'autre que des vapeurs sublunaires ou des météores aériens […] prévalut à ce point chez les Grecs, que cette partie la plus sublime de l'astronomie fut totalement négligée ; depuis ce temps, nul ne trouve digne d'intérêt d'observer et de relater les errements et les trajectoires incertaines des vapeurs flottant dans l'éther. »

Halley et Newton se vouent une amitié profonde, et c'est ensemble qu'ils vont nourrir leur passion pour les comètes. Ainsi, reprenant point à point les observations déjà faites, et s'appuyant sur les travaux de Newton sur la loi de la gravitation, ils démontreront que les comètes devaient avoir les mêmes orbites que les planètes. Quand paraît l'œuvre majeure de Newton en 1687, les Principia — sans doute l'une des œuvres scientifiques les plus remarquables du XVIIe siècle — Halley rédige en guise de préface un vibrant hommage au génie de Newton.
C'est donc à l'âge de trente-neuf ans que Halley s'attaqua au problème qui plus tard allait lui assurer son plus grand titre de gloire. Pour cela, il entreprit de recenser tous les passages cométaires d’un passé récent et lointain. Il fut en cela aidé par la chance, son siècle se trouvant par un caprice de la nature plus fourni en comètes que les siècles précédents. Son enquête le fit remonter jusqu'aux témoignages de Pline l'Ancien ou de Sénèque. Il recalcula les orbites de 24 comètes ayant effectué un passage au périhélie entre 1337 et 1698. Ce fut un travail de titan, méticuleux et de longue haleine. Il parvint, au bout de plusieurs années, à isoler trois passages ayant eu lieu en 1531, 1607 et 1682.
|      | Longitude du périhélie | Inclinaison de l'orbite | Distance du soleil au périhélie (UA) |
| 1531 | 301°39'                | 17°56'                  | 0,587                                |
| 1607 | 302°16'                | 17°2                    | 0,5868                               |
| 1682 | 302°53'                | 17°56'                  | 0,583                                |

Bien que la correspondance semblât parfaite entre ces données, Halley s'inquiétait des légères différences qui ne pouvaient s'expliquer uniquement par des imprécisions de mesure. De plus, l'intervalle variait de plus d'une année. Halley formula l'hypothèse qu'une force quelconque, encore inexpliquée, était responsable de tels écarts, mais ne pouvait s'en persuader, faute d'explication scientifique rigoureuse. S'en ouvrant à Newton, celui-ci lui suggéra de calculer les éventuelles perturbations gravitationnelles entre sa comète et d'autres comètes. Quelques calculs lui montrèrent la fausseté de cette hypothèse, mais celle-ci suffit à lui échauffer suffisamment l'esprit pour qu'il entreprît de calculer les perturbations provoquées par Jupiter et par Saturne (alors dernière planète connue du Système solaire). Les calculs montrèrent alors une corrélation presque parfaite entre sa théorie et les passages observés.
Fort de ces résultats, il publie en 1705 les résultats de son travail dans un ouvrage intitulé Synopsis de l'astronomie des comètes, et dans lequel considère que les trois comètes observées respectivement par Apien en 1531, par Kepler en 1607 et par lui-même en 1682 n'étaient qu'une seule et même comète et fait la prophétie — entièrement scientifique — du retour de cette comète pour Noël 1758. Halley savait ainsi, en rédigeant cette étude, qu'il ne verrait jamais de son vivant la confirmation de ces calculs, le prochain passage devant se réaliser l'année de ses cent deux ans.
C'est dans cet ouvrage qu'il mentionne également, en filigrane, la possibilité d'un « réservoir de comètes », qui sera deux siècles plus tard théorisé formellement par Jan Oort :

« […] ce qui [ce qui précède] me fait suspecter [qu']il pourrait y en [les comètes] avoir un nombre bien plus grand, qui se déplaçant dans des régions plus éloignées du Soleil, deviennent très obscures ; et n'ayant pas de queue, passent vers nous en restant invisibles. »

Il mourut le 14 janvier 1742, après avoir vu mourir sa femme quatre ans plus tôt, et son fils dans la même année.

### Triomphe posthume

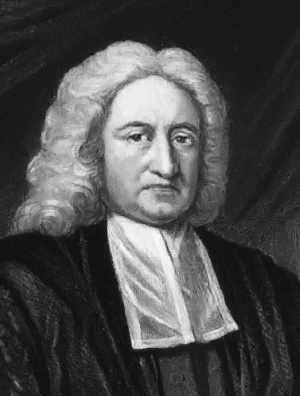
Edmond Halley

Quand Halley avait prédit le retour de la comète pour 1758, sa prophétie ne souleva guère l'enthousiasme : en effet, celle-ci se situait plus d'un demi-siècle dans l'avenir. Et quand Halley mourut en 1742, les notices nécrologiques insistèrent longuement sur ses expéditions maritimes, ses découvertes et sur la cloche à plongeurs dont il était l'inventeur, et passèrent sous silence sa prévision cométaire, qui tomba dans l'oubli.
Toutefois, en 1757, un mathématicien français, Alexis Clairaut, prit la décision de reprendre les calculs de Halley afin, en améliorant la précision des calculs, de prédire plus finement la date de retour de la comète. Les délais étaient courts, les calculs devant être refaits avant la réapparition de celle-ci, afin de couper court à toute accusation de tromperie. Les calculs d'interaction gravitationnelle de la comète avec la Terre, Jupiter et Saturne étaient colossaux pour le faible délai dont il disposait, un peu plus d'un an. Il fit donc appel à Joseph Jérôme Lefrançois de Lalande, et à la mathématicienne Nicole-Reine Lepaute.
Après des mois de calculs, l'équipe des trois astronomes « officiels » annonça en novembre 1758 que la comète effectuerait son passage au périhélie le 13 avril 1759. La communauté astronomique mondiale – mettant en doute pour une partie d'entre elle la prédiction de Halley, ne voyant toujours rien venir pour la Noël 1758 – se remit donc à fiévreusement scruter le ciel. Le 25 décembre 1758, la comète fut observée à l'endroit exact où l'avait prédit Halley par un observateur près de Dresde, et atteignit son périhélie le 13 mars 1759, exactement un mois avant la date fixée par Lepaute, Lalande et Clairaut.
Trois ans avant sa mort, Halley énonçait : « Si le retour prévu par nous pour l'année 1758 se réalise, l'impartiale postérité ne se refusera pas à reconnaître que ce fut un Anglais qui l'annonça pour la première fois. » Ce vœu fut largement exaucé, puisque la communauté des astronomes décida à la suite de ce succès posthume, de donner le nom de Halley à cette comète.

## Théories de la Terre creuse

Théorie de la Terre creuse d'Edmond Halley.

Edmond Halley émit en 1692 l'idée que la Terre était constituée d'une coquille creuse d'environ 800 km d'épaisseur, de deux coquilles concentriques intérieures, et d'un noyau central, ayant respectivement les diamètres approximatifs des planètes Vénus, Mars et Mercure. Ces coquilles seraient séparées par une couche atmosphérique, chacune d'elles aurait ses propres pôles magnétiques, et elles tourneraient à des vitesses différentes. Halley a proposé ce modèle pour expliquer des anomalies dans l'affichage des boussoles. Il émit l'hypothèse de l'existence d'une atmosphère lumineuse à l'intérieur de la Terre, celle-ci produisant les aurores boréales en s'échappant à l'extérieur. Il émit également l'hypothèse que les mondes intérieurs pourraient être habités. Ces hypothèses sont à rattacher aux nombreuses théories de la Terre creuse.

## Éponymie

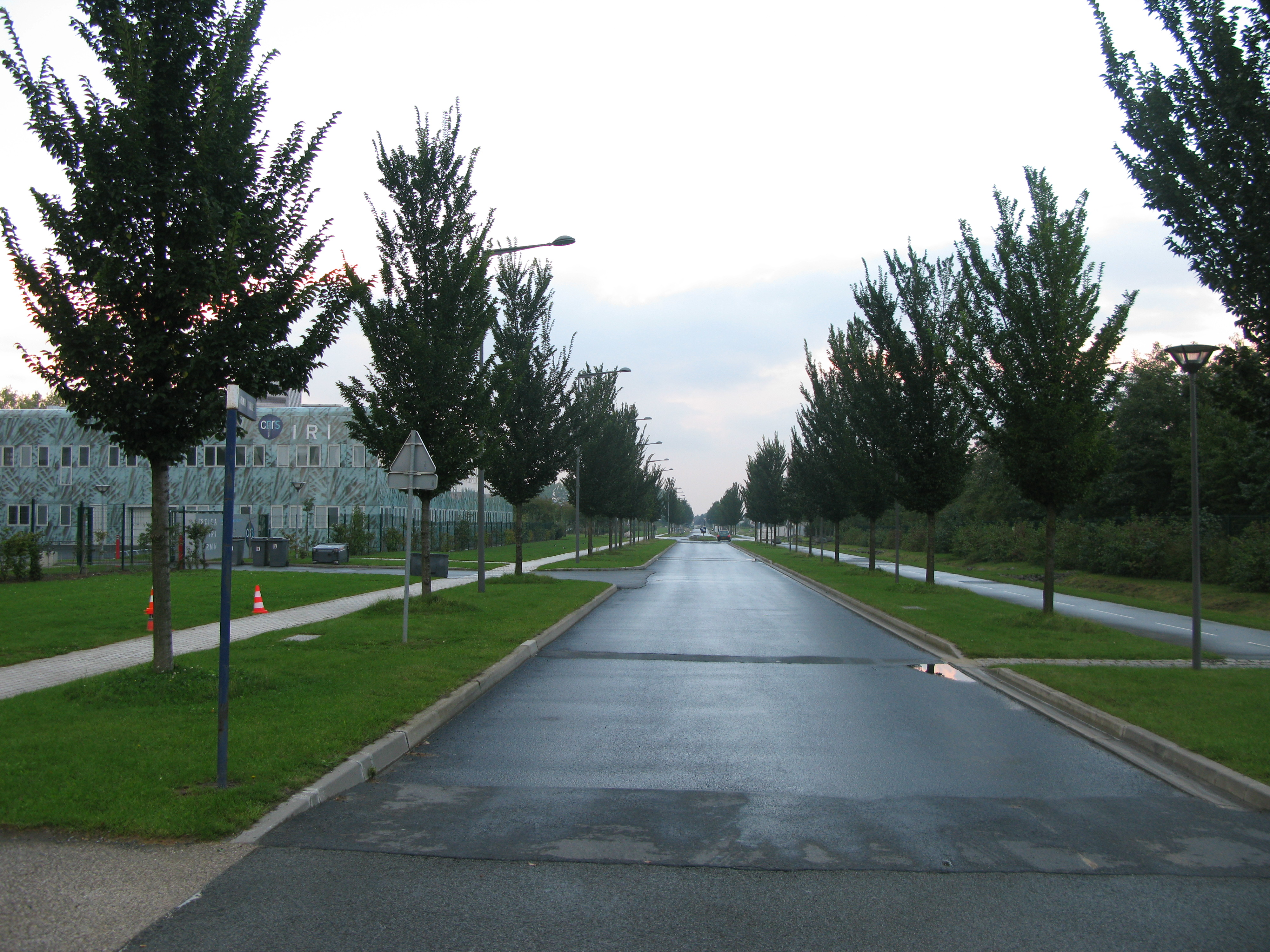
Avenue Halley.

- L'astéroïde (2688) Halley a été nommé en son honneur.
- La comète 1P/Halley a elle aussi été nommé en son honneur.
- Une avenue de la Haute Borne à Villeneuve-d'Ascq a été nommée en son honneur.
- Une petite rue près de la place de l'Horloge dans Avignon a été nommée en son honneur.